# Liste von Persönlichkeiten der Gemeinde Wittighausen
Diese Liste von Persönlichkeiten der Gemeinde Wittighausen zeigt die Bürgermeister, Ehrenbürger, Söhne und Töchter der Gemeinde Wittighausen und deren Ortsteile (Oberwittighausen mit dem Dorf Oberwittighausen und den Häusern Haltestelle Gaubüttelbrunn und Grenzenmühle, Poppenhausen mit dem Dorf Poppenhausen und dem Weiler Hof Lilach, Unterwittighausen mit dem Dorf Unterwittighausen und den Häusern Langenmühle, Neumühle (Kasparmühle) und Bahnstation Wittighausen und Vilchband), sowie weitere Persönlichkeiten, die mit Wittighausen verbunden sind. Die Liste erhebt keinen Anspruch auf Vollständigkeit.

## Bürgermeister

### Bürgermeister der Gemeinde Wittighausen
Folgende Personen waren Bürgermeister von Wittighausen seit der Gemeindereform 1971:
| Amtszeit  | Bürgermeister        | Bemerkungen                                                                         |
| --------- | -------------------- | ----------------------------------------------------------------------------------- |
| 1971      | Bruno Sinner         | Amtsverweser                                                                        |
| 1972–1978 | Erhard Ziegler       | ab 1978 Bürgermeister in Krautheim                                                  |
| 1978–2002 | Werner Hoos          | wurde zum Ehrenbürger der Gemeinde ernannt                                          |
| 2002–2013 | Bernhard Henneberger |                                                                                     |
| seit 2014 | Marcus Wessels       | Wurde am 15. Dezember 2013 mit 87,85 % der Stimmen zum neuen Bürgermeister gewählt. |

### Bürgermeister der Wittighäuser Altgemeinden
Folgende Personen waren Bürgermeister der Wittighäuser Altgemeinden:
| Oberwittighausen | Poppenhausen | Unterwittighausen | Vilchband |
| --- | --- | --- | --- |
| 1848–1860: Andreas Kinzinger 1860–1888: Georg Adam Schmitt 1888–1914: Georg Schmitt jun. 1914–1945: Edmund Raps 1945–1948: Alois Wiehl 1948–1954: Johann Neckermann 1954–1971: Felix Mark | 1766–1788: Michael Deppisch 1788–1805: Martin Kemmer 1805–1819: Valentin Göbel 1819–1830: Valentin Kemmer 1830–1840: Josef Gessner 1840–1847: Johann Georg Göbel 1847–1855: Andreas Seubert 1855–1863: Johann Langmantel 1863–1870: Andreas Schenk 1870–1882: Georg Konrad 1882–1903: Andreas Hofmann 1903–1930: Johann Schenk 1930–1933: Adam Hofmann 1933–1935: Sebastian Eck 1935–1945: Michael Haag 1945–1960: Wilhelm Baumeister 1960–1971: Alfred Schenk | 1816–1826: Max Lurz 1826–1832: Sebastian Konrad 1832–1860: Max Schmitt 1860–1869: Valentin Fleischmann 1869–1876: Michael Sinner 1876–1888: Markus Schmitt 1888–1912: Andreas Popp 1913–1931: Karl Friedrich Zipf 1931–1943: Georg Wilhelm Popp 1943–1945: Franz Pfeuffer 1945–1953: Josef Johann Schmitt 1954–1971: Adam Zipf | 1876–1882: Jakob Neckermann 1882–1912: Johann Michael Michel 1912–1921: Eduard Neckermann 1921–1934: Johann Ägidius Michel 1934–1940: Valentin Neckermann 1940–1945: Leonard Englert 1945–1946: Goswin Derr 1946–1971: Otto Englert |

## Ehrenbürger
Folgenden Personen, die sich in besonderer Weise um das Wohl oder das Ansehen der Kommune verdient gemacht haben, verlieh die Gemeinde Wittighausen (oder deren heutige Ortsteile als ehemals selbstständige Gemeinden) das Ehrenbürgerrecht:
- Paul Steinbrenner (* 1907; † 1985), verliehen im Jahre 1980, Steinbrenner kam 1940 als junger Priester in die Gemeinde wirkte dort bis 1980, als er in den Ruhestand verabschiedet wurde[4]
- Werner Hoos (* 1943; † 2005),[5][6] 1978 zum Bürgermeister der Gemeinde Wittighausen gewählt, fast 25 Jahre in diesem Amt tätig

## Söhne und Töchter der Gemeinde
Folgende Personen wurden in Wittighausen (bzw. in einem Ortsteil des heutigen Gemeindegebiets von Wittighausen) geboren:

### 18. Jahrhundert
- Martin Michel (* 1759 in Unterwittighausen; † 1824), Landwirt, Wunderheiler und Exorzist
- Georg Michael Schmitt (* 1799 in Oberwittighausen; † 1876 in Karlsruhe), Geheimer Regierungsrat, Vortragender Rat im Ministerium in Karlsruhe und Mitglied der Badischen Ständeversammlung

### 19. Jahrhundert
- Johann Sigismund Lahner (* 1874 in Oberwittighausen; † 1964), aus Oberwittighausen, Lehrer, Naturforscher und Heimatkundler[7][8]
- Johann Lutz (* 1890 in Vilchband; † 1976), Landwirt, Oberforstwart,[9] Heimatforscher und Geologe[10][11] Heimatforscher und Autor, bekannt als „Scherbendoktor“, Träger des Verdienstkreuzes am Bande des Verdienstordens der Bundesrepublik Deutschland[12]
- Leonhard Lurz (* 1895 in Unterwittighausen[13]; † 1977), Urologe und Fachautor (Arbeiten über Nierentuberkulose, Probleme der Harnsteinbildung sowie endoskopische und röntgenonologische Diagnostik; bekannt für den „lumbaldorsalen Zugang nach Lurz“ und Bücher zur Operationslehre)[12]

### 20. Jahrhundert
- Alois Hörner  (* 1908 in Unterwittighausen; † 1991 in Nürnberg), Musiker und Opernsänger (Solist).[14][15][16]
- Werner Kaiser (* 1944 in Unterwittighausen), Botaniker, Pflanzenphysiologe, Hochschullehrer und Autor

## Weitere mit Wittighausen verbundene Persönlichkeiten
Folgende Personen wuchsen in Wittighausen auf, wohnten für längere Zeit in Wittighausen oder haben sich in Wittighausen niedergelassen:

### 19. Jahrhundert
- Johann Krapf (* 1875; † 1964), Künstler und Maler, lebte und arbeitete in den  Ortsteilen Ober- und Unterwittighausen, vergoldete in der Nachkriegszeit u. a. Objekte der Hofkirche zu Würzburg und war als Kulissenmaler im Würzburger Theater sowie als Objekt- und Landschaftsmaler tätig.[17]
- Willy Exner (* 1888; † 1947), Künstler, zog 1922 in den Ortsteil Poppenhausen, lebte und arbeitete dort bis 1933[17]

### 20. Jahrhundert
- Philipp Derr (* 1922; † 2002), aufgewachsen in Vilchband, Künstler,[18] Werke u. a. in Paris ausgestellt und ausgezeichnet[19]
- Heinz-Georg Boskamp (* 1943; † 2004), Zeichner und Grafiker, stellte seine Kunstwerke ab 1970 in verschiedenen Galerien und Museen aus (u. a. in Würzburg, München, Bilbao und New York), 1982 als Professor für Zeichnung und Malerei an die Hochschule für angewandte Wissenschaften Würzburg-Schweinfurt berufen, betrieb bis zu seinem Lebensende ein Atelier am Wittighäuser Waldesrand.[20][21]
- Bernie Conrads (* 1950; † 17.11.2021[22]), Musiker und Komponist,[23] er schrieb u. a. für Peter Maffay fast alle Texte der mit Platin ausgezeichneten Platte Sechsundneunzig. Conrads lebte und arbeitete viele Jahre in Wittighausen.[24][25]
- Ludwig Paul Häußner (* 1958), aus Unterwittighausen, Pädagoge, Wirtschafts- und Erziehungswissenschaftler und Autor
- Georg Guggenberger (* 1963), aus Unterwittighausen, Bodenkundler und Autor
- Notker Baumann (* 1975), lebt in Unterwittighausen, Theologe und Wissenschaftler
- Viktoria Däschlein-Gessner (* 1982), aus Unterwittighausen, Wissenschaftlerin und Chemikerin